# Paul Theile
Paul Theile (* 25. Februar 1919 in Groß Salze; † 4. Juni 2006 in Hannover) war ein deutscher Lokalhistoriker, Schulrektor, Heimatforscher und Autor mehrerer Schriften zur Geschichte rund um den Kronsberg und den (heutigen) hannoverschen Stadtteil Bemerode.

## Leben

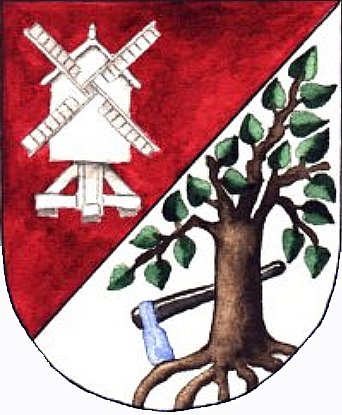
Das von Paul Theile entwickelte Wappen von Bemerode mit der Mühle und dem Baum mit der Rodeaxt

Geboren in Groß Salze zu Beginn der Weimarer Republik in der preußischen Provinz Sachsen, erlebte Paul Theile noch als Schüler den Beginn des Nationalsozialismus. In dieser Zeit durchlief er nach seinem Schulabschluss eine Ausbildung als Lehrer und unterrichtete bereits als Jugendlicher kurzfristig „im Salzgittergebiet“. Nachdem die Wehrmacht mit dem Überfall auf Polen 1939 den Zweiten Weltkrieg in Europa auslöste, wurde der junge Lehrer Soldat. Als Teil der Luftnachrichtentruppe kam er 1940 in das „Lager Bemerode“, wo er mehrere Lehrgänge für eine Ausbildung zum Offizier absolvierte. Noch im selben Kriegsjahr begann Paul Theile, Zeitungsartikel über die Gegend zu sammeln und eigene Fotografien von der Landschaft anzufertigen, bis er im März 1941 von Bemerode versetzt wurde. Spätestens gegen Ende des Krieges geriet er in Kriegsgefangenschaft.
Gut ein Viertel Jahrhundert nach seinen ersten Aufenthalten in Bemerode kam Paul Theile wieder an den Ort zurück, als er im April 1966 als Rektor an die Mittelpunktschule Bemerode berufen wurde. In seiner Zeit als Schulleiter entwickelte Theile für den Ort Bemerode, der 1974 gemeinsam mit anderen Ortschaften nach Hannover eingemeindet wurde, das Wappen von Bemerode „mit der Mühle und dem Baum mit der Rodeaxt“. Seine Forschungen zur Ortsgeschichte intensivierte Theile erst recht, nachdem er 1981 in den Ruhestand ging. So veröffentlichte er beispielsweise 1987 zu den Feierlichkeiten „[...] zum Kirchenjubiläum St. Johannis Bemerode [...]“ seine Schrift 1000 Jahre christliches Wirken am Kronsberg ..., in dem er unter anderem die Geschichte(n) rund um die St.-Johannis-Kapelle nachzeichnete.
Mit seiner Darstellung Das Bemeroder Tagebuch des Jonas Lunde. Mittelpunkt der 500jährigen Geschichte eines Hofes am Rande des Kronsbergs begann Paul Theile von seinem Wohnsitz in der Anecampstrasse 12D aus seine im Selbstverlag herausgegebene Reihe Kronsberger Geschichtsblätter mit Geschichten rund um die Halbmeier-Stelle der Patrizier-Familie von Lünde, die schon vor dem Dreißigjährigen Krieg mehrere Ratsherren in Hannover stellte. Paul Theile zeichnete die Geschichten der Anderter Windmühle in der Kronsberger Mühlengeschichte nach, beschrieb die Landschaft und die Menschen und schrieb zum Jubiläum der Schule am Sandberge im Expo 2000-Jahr eine Kronsberger Heimatkunde. Schon zuvor wurde Paul Theile, dessen Flurnamen-Forschungen schließlich zu zahlreichen Straßenbenennungen im Bereich des Kronsberges führten, 1999 mit der Verleihung des Niedersächsischen Verdienstkreuzes am Bande geehrt, angesteckt durch Oberbürgermeister Herbert Schmalstieg im Neuen Rathaus von Hannover.

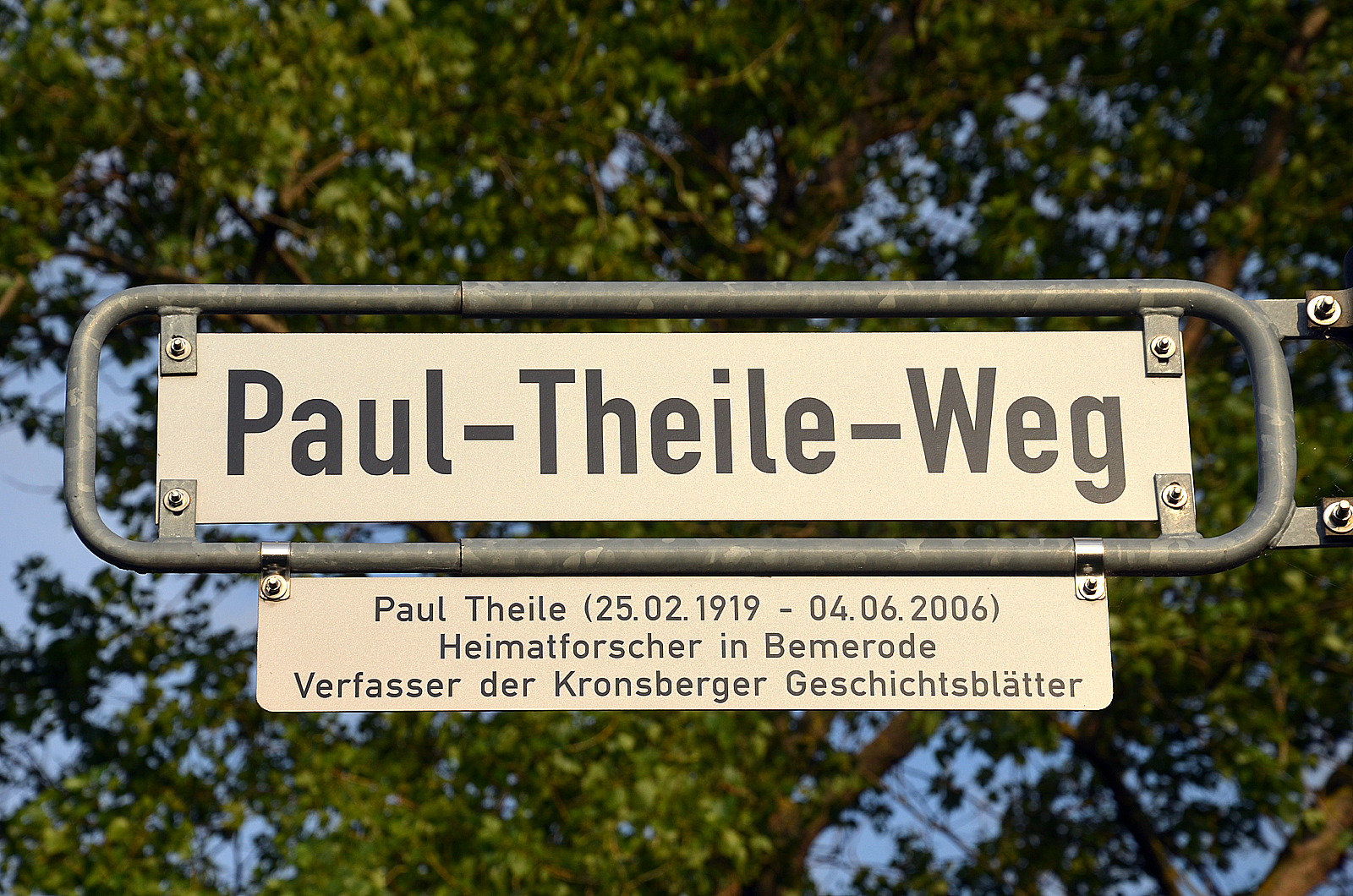
Straßenschild Paul-Theile-Weg am Kronsberg mit einer Legendentafel zu Ehren des Heimatforschers

Wenige Tage nach seinem Tod erschien am 15. Juni 2006 im Stadtanzeiger Süd der Hannoverschen Allgemeinen Zeitung ein Artikel über den Heimatforscher.

## Paul-Theile-Weg
Nach dem Tod des Heimatforschers folgte die Stadtverwaltung Hannover 2007 dem einstimmigen Beschluss des Stadtbezirksrates Kirchrode-Bemerode-Wülferode, „[...] die Wegeverbindung, welche im Norden in Höhe der Von-Escherte-Straße beginnt und über die Wasseler Straße sowie Wülferoder Straße hinweg bis zum Aussichtshügel im Parc Agricole führt, in Paul-Theile-Weg zu benennen“.

## Schriften (Auswahl)
- 1000 Jahre christliches Wirken am Kronsberg. Zum Kirchenjubiläum St. Johannis Bemerode 1962/1987, Hannover: Kronsberg-Verlag, 1987, ISBN 3-925405-19-4
- Das Bemeroder Tagebuch des Jonas Lunde. Mittelpunkt der 500jährigen Geschichte eines Hofes am Rande des Kronsbergs ( = Kronsberger Geschichtsblätter, Heft 1), 1. Auflage, Hannover-Bemerode, Selbstverlag, 1995, ISBN 3-00-000394-0
- Kronsberger Mühlengeschichte ( = Kronsberger Geschichtsblätter, Heft 2), 1. Auflage, Hannover, Selbstverlag, 1996, ISBN 3-00-001185-4
- Heimat am Kronsberg. Landschaft und Menschen im Spiegel der Zeit ( = Kronsberger Geschichtsblätter, Bd. 3), 1. Auflage, Hannover, Selbstverlag, 1998, ISBN 3-00-003655-5
- Kronsberger Heimatkunde. Dargestellt in Lebenskreisen zum Jubiläum der Schule am Sandberge. 1950–2000, 1. Auflage, Hannover: Selbstverlag, 2000